# اتحاد كوبا لكرة القدم
تأسس اتحاد كوبا لكرة القدم في عام 1924م وانضم إلى الإتحاد الدولي لكرة القدم في 1932م وإنضم إلى اتحاد أمريكا الشمالية لكرة القدم في 1961م.

## روابط إضافية
- Cuba at the FIFA website.